# Sjöfn
Sjǫfn è una dèa della mitologia norrena. Appartenente alla stirpe degli Æsir, di lei non si sa quasi nulla. Snorri Sturluson dice che è una divinità dell'amore, in grado di infondere tale sentimento in uomini e donne; collega quindi il suo nome al sostantivo sjafni: "amore". È invece molto più probabile che il nome di Sjǫfn sia da ricondurre o a safi, "linfa", oppure a sefi, "parente".